# Abazgok
Az abazgok vagy abazgiaiak (ógörögül: Ἁβασκοί, grúzul: აბაზგები, Abazgebi „az abaza nép”) Abházia nyugati régiójának egyik ősi törzse volt, amely eredetileg az Apsilától északra fekvő, a mai Ochamchire körzetnek megfelelő területeket lakta. 

## Történetük
Az abazgok (abasziak) 550-ben, a lazíciai háború idején fellázadtak a Kelet-római (bizánci) birodalom ellen, és szaszanida segítséget kértek. 550-ben Besszasz tábornok azonban leverte az abaszi felkelést.
A 6. századra Abasgia északra tolódott, és a Gumista folyó és a Bzyb folyók közötti területet foglalta el, míg tőlük északra egy másik törzs, a szanigok éltek. Lucius Flavius Arrianus Xenophon idejében állítólag az Abascus vagy Abasgus folyó partján éltek, mely egy egyébként azonosítatlan folyó, amely az Euxinusba ömlik.
Az abazgokat említi Lycophron görög költő, valamint idősebb Plinius, Sztrabón és Lucius Flavius Arrianus Xenophon is. 
Procopius 6. századi bizánci történetíró azt írta róluk, hogy harciasak voltak, faistenségeket imádtak és eunuchokat szolgáltattak I. Iusztinianosz bizánci császár udvarának.
Az abazgokat a mai abházok, abazinok is őseiknek tekintik. A grúz „abasgi, abaza” névből származik a grúz etnonév (grúz: აფხაზი apxazi) „abház”.